# Edvin Kallstenius
Œuvres principales
- 8 quatuors à cordes
- 5 symphonies
...
Edvin Kallstenius, né le 29 août 1881 à Filipstad et mort le 22 novembre 1967 à Stockholm, est un compositeur suédois.

## Biographie
De 1904 à 1907, Edvin Kallstenius étudie la musique au Conservatoire de Leipzig, notamment avec Stephan Krehl.
Parmi ses compositions (influencées entre autres par le dodécaphonisme) figurent de la musique de chambre (dont huit quatuors à cordes), des œuvres pour orchestre (dont cinq symphonies) et de la musique vocale (dont un requiem).
Il est aussi arrangeur de l'hymne national de la Suède, Du gamla, du fria.

## Compositions (sélection)

### Pièces pour instrument solo
- 1949 : Forändringar av en barnvisa pour piano op. 37
- 1961 : Sonate pour violoncelle op. 53
- 1962 : Sonata biforma pour flûte op. 57
- 1965 : Sonate pour violon op. 62 (révisée en 1967)

### Musique de chambre
- 1904 : Quatuor à cordes no 1 op. 1
- 1905 : Quatuor à cordes no 2 op. 2
- 1908 : Sonate pour violoncelle et piano op. 6
- 1909 : Sonate pour violon et piano op. 7
- 1914 : Quatuor à cordes no 3 op. 8
- 1925 : Quatuor à cordes no 4 Divertimento alla serenata op. 14
- 1930 : Quintette pour clarinette et cordes op. 17
- 1943 : Divertimento da camera pour flûte, clarinette, cor et basson op. 29
- 1945 : Quatuor à cordes no 5 op. 33
- 1950 : Trio divertente pour flûte, violon et alto op. 39
- 1953 : Quatuor à cordes no 6 op. 41
- 1956 : Piccolo trio seriale pour flûte, cor anglais et clarinette (ou violon, alto et clarinette) op. 47
- 1957 : Quatuor à cordes no 7 op. 49
- 1959 : Trio svagente pour clarinette, cor et violoncelle op. 51
- 1962 : Quatuor à cordes no 8 op. 54
- 1965 : Trio à cordes op. 61

### Musique pour orchestre

#### Symphonies et sinfoniettas
- 1923 : Sinfonietta no 1 op. 13
- 1926 : Symphonie no 1 en mi bémol majeur op. 26
- 1935 : Symphonie no 2 en fa mineur op. 20
- 1946 : Sinfonietta no 2 op. 34
- 1948 : Symphonie no 3 en la mineur op. 36
- 1954 : Symphonie no 4 Sinfonia a fresco en mi mineur op. 43
- 1956 : Sinfonietta no 3 Dodicitonica op. 46
- 1958 : Sinfonietta no 4 Semi-seriale op. 50
- 1960 : Symphonie no 5 Sinfonia ordinaria ma su temi 12-tonici op. 52

#### Autres œuvres
- 1908 : Sista striden (la dernière bataille), ouverture tragique op. 5
- 1918 : En serenad i sommarnatten (sérénade d'une nuit d'été), poème symphonique op. 10
- 1922 : Sinfonia concertata, concerto pour piano en ut majeur op. 12
- 1931 : Dalarapsodi (rhapsodie de Dala) op. 18
- 1934 : Lustspelsuvertyr (ouverture joyeuse) op. 19
- 1936 : Dalslandsrapsodi (rhapsodie de Dalsland) op. 22
- 1938 : Romantico, ouverture op. 24
- 1942 : Musica gioconda, sérénade pour orchestre à cordes op. 27
- 1943 : Cavatina (avec alto) op. 30 ; Passacaglia enarmonica op. 31
- 1952 : Sonata concertante, concerto pour violoncelle et orchestre de chambre op. 40
- 1953 : Musica sinfonica op. 42
- 1957 : Coreographic Suite op. 48
- 1966 : Prologo seriale op. 63

### Musique vocale
- 1907 : 2 mélodies pour voix et piano op. 3
- 1919 : När vi dö (quand nous mourrons), requiem pour chœurs et orchestre op. 11
- 1944 : Sångoffer, cantate pour baryton et orchestre op. 32
- 1955 : Hymen, o Hymenaios, cantate de mariage pour solistes, chœurs et orchestre op. 45
- 1963 : 3 chants pour chœur d'hommes a cappella op. 56